# 宗教裁判所博物館
座標: 南緯12度2分53.4秒 西経77度1分34.9秒 / 南緯12.048167度 西経77.026361度

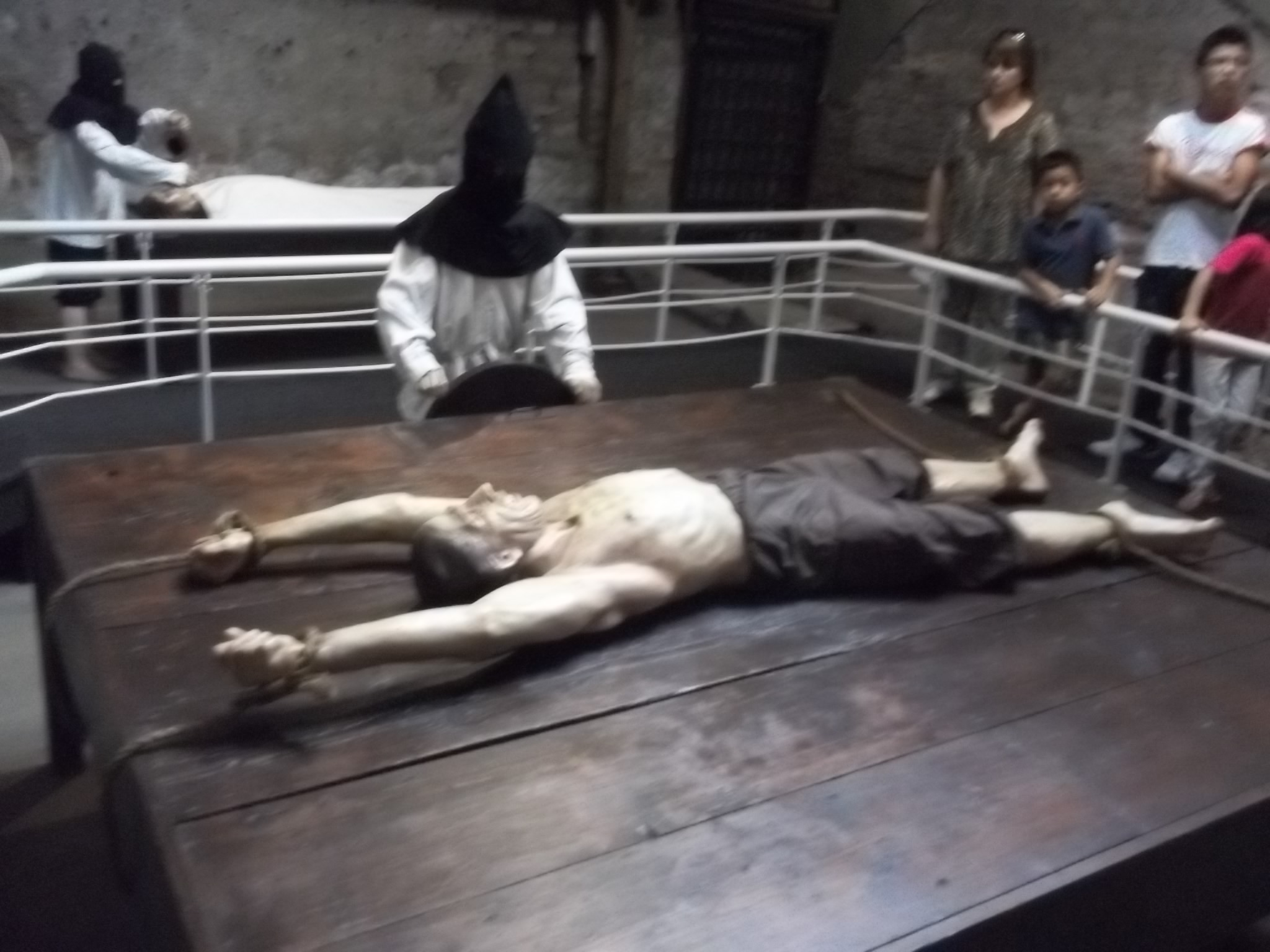
博物館の光景

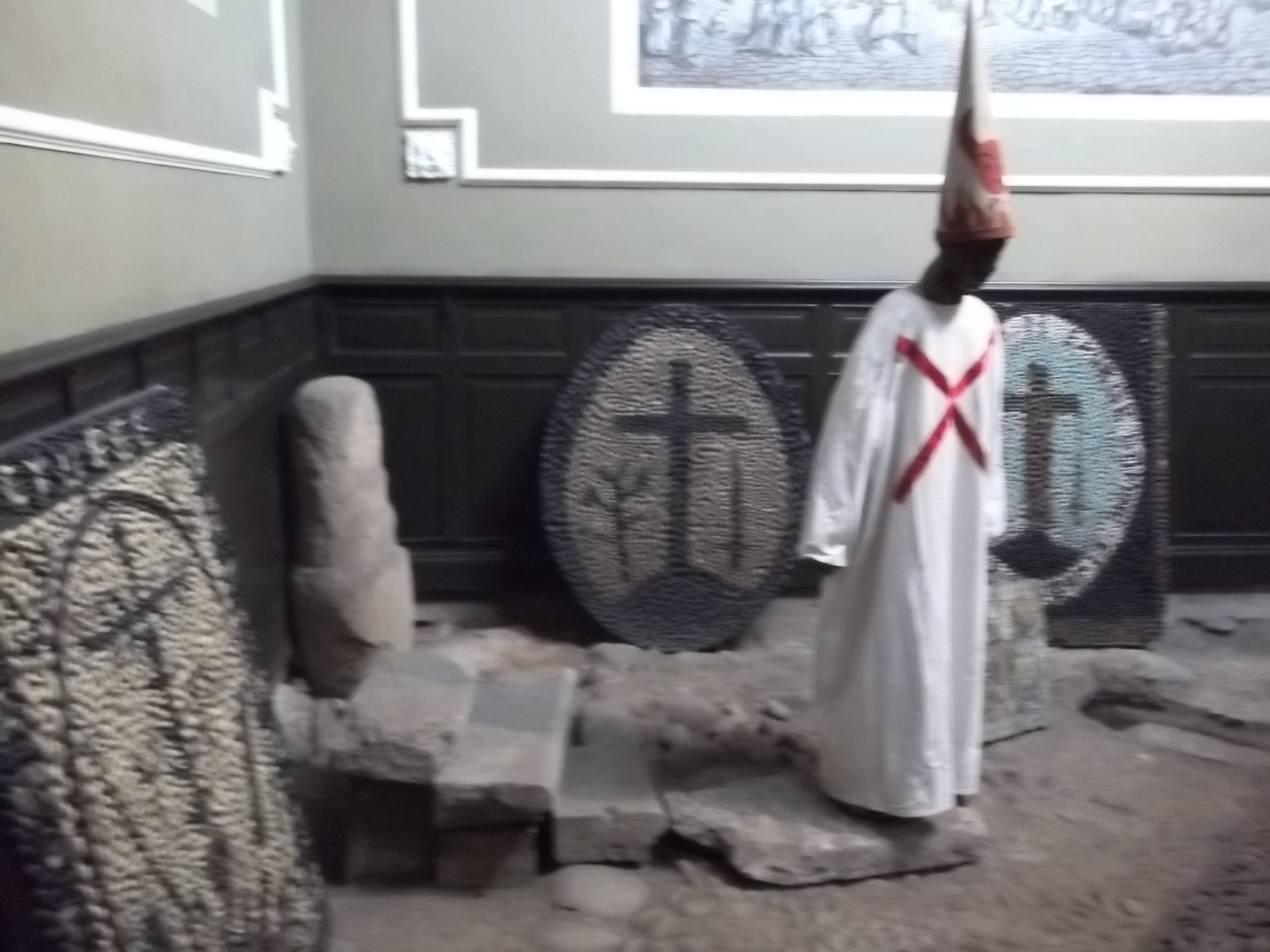
博物館の光景

宗教裁判所博物館（しゅうきょうさいばんしょはくぶつかん Museo de la Inquisición y del Congreso）は、ペルー、リマ市内ボリバル広場に面した場所に存在する博物館。スペイン統治時代に用いられていた宗教裁判所の遺構を用いて、過去に行われてきた宗教裁判の歴史を伝える施設。

## 概要
1532年、フランシスコ・ピサロがペルーへ進出。ペルーを支配下に収めるとほぼ同時期にカトリックの宗教使節も活動を始め、1584年には宗教裁判所博物館の母体となった裁判所が設立。ペルーが独立した1820年まで存続した。裁判所では、キリスト教（カトリック）への改宗や異端審問を行っており、多くの住民らが命を落とした。現在の博物館では、当時の拷問風景などを展示している。